# Долан-Спрингс
Долан-Спрингс (англ. Dolan Springs) — переписна місцевість (CDP) в США, в окрузі Могаве штату Аризона. Населення — 1734 особи (2020).

## Географія
Долан-Спрингс розташований за координатами 35°35′26″ пн. ш. 114°17′7″ зх. д. / 35.59056° пн. ш. 114.28528° зх. д. (35.590453, -114.285179). За даними Бюро перепису населення США в 2010 році переписна місцевість мала площу 150,54 км², уся площа — суходіл.

## Демографія
Згідно з переписом 2010 року, у переписній місцевості мешкали 2033 особи в 1007 домогосподарствах у складі 539 родин. Густота населення становила 14 особи/км². Було 1556 помешкань (10/км²).
Расовий склад населення:
| - 90,7 % — білих - 1,1 % — корінних американців - 0,8 % — чорних або афроамериканців - 0,5 % — азіатів - 0,1 % — вихідців з тихоокеанських островів - 4,5 % — осіб інших рас |

До двох чи більше рас належало 2,3 %. Частка іспаномовних становила 11,4 % від усіх жителів.
За віковим діапазоном населення розподілялося таким чином: 12,3 % — особи молодші 18 років, 54,2 % — особи у віці 18—64 років, 33,5 % — особи у віці 65 років та старші. Медіана віку мешканця становила 57,5 року. На 100 осіб жіночої статі у переписній місцевості припадало 106,0 чоловіків; на 100 жінок у віці від 18 років та старших — 106,4 чоловіків також старших 18 років.
Середній дохід на одне домашнє господарство становив 29 266 доларів США (медіана — 19 615), а середній дохід на одну сім'ю — 34 470 доларів (медіана — 32 028). За межею бідності перебувало 30,5 % осіб, у тому числі 71,4 % дітей у віці до 18 років та 18,2 % осіб у віці 65 років та старших.
Цивільне працевлаштоване населення становило 348 осіб. Основні галузі зайнятості: роздрібна торгівля — 25,9 %, виробництво — 20,4 %, освіта, охорона здоров'я та соціальна допомога — 19,0 %.